# Nilópolis Futebol Clube
Nilópolis Futebol Clube é uma agremiação esportiva da cidade de Nilópolis, estado do Rio de Janeiro, fundada a 11 de novembro de 1977.  É considerado junto ao Esporte Clube Nova Cidade o clube mais reconhecido de Nilópolis.

## História

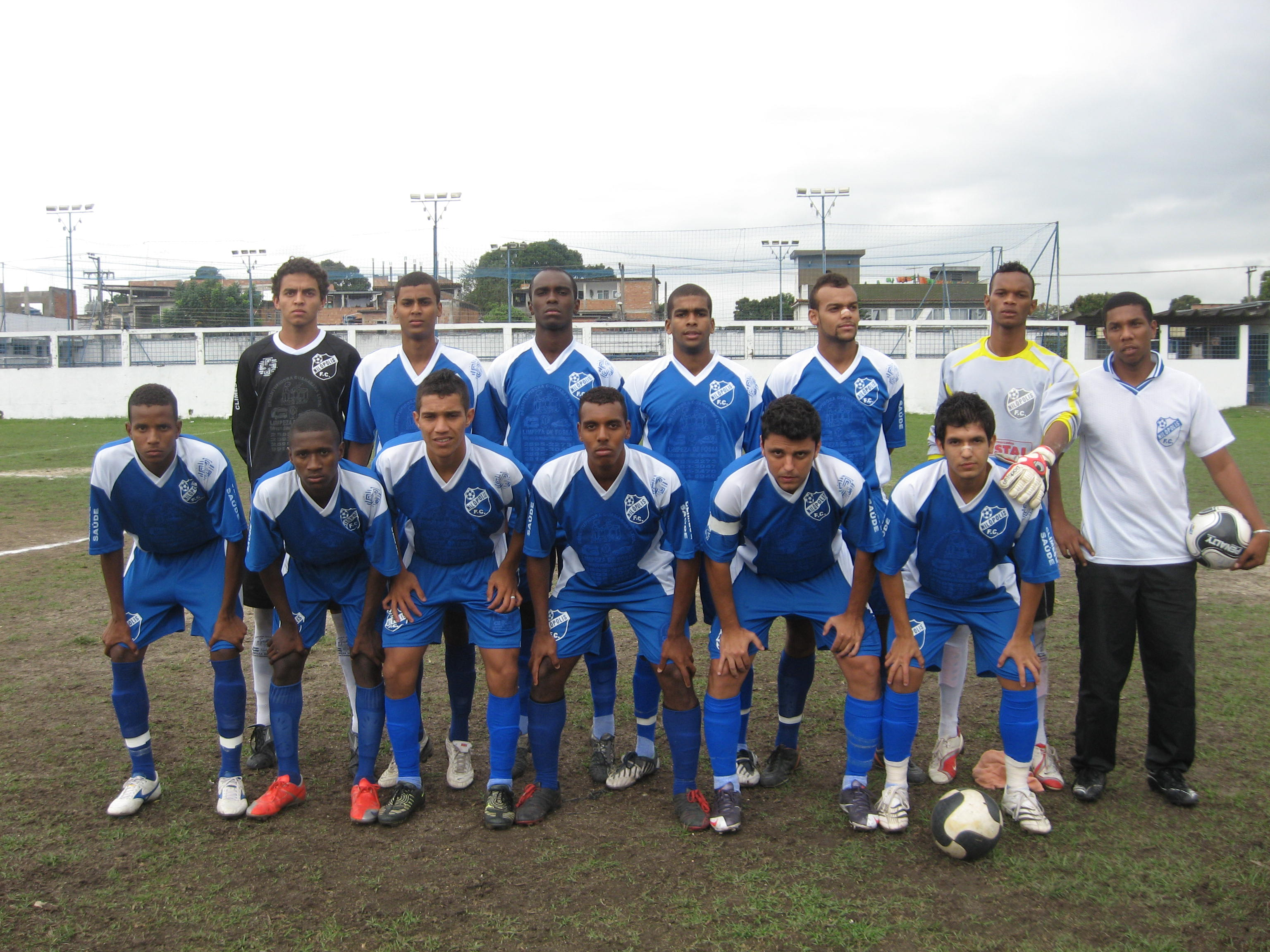
Equipe profissional do Nilópolis em 2009

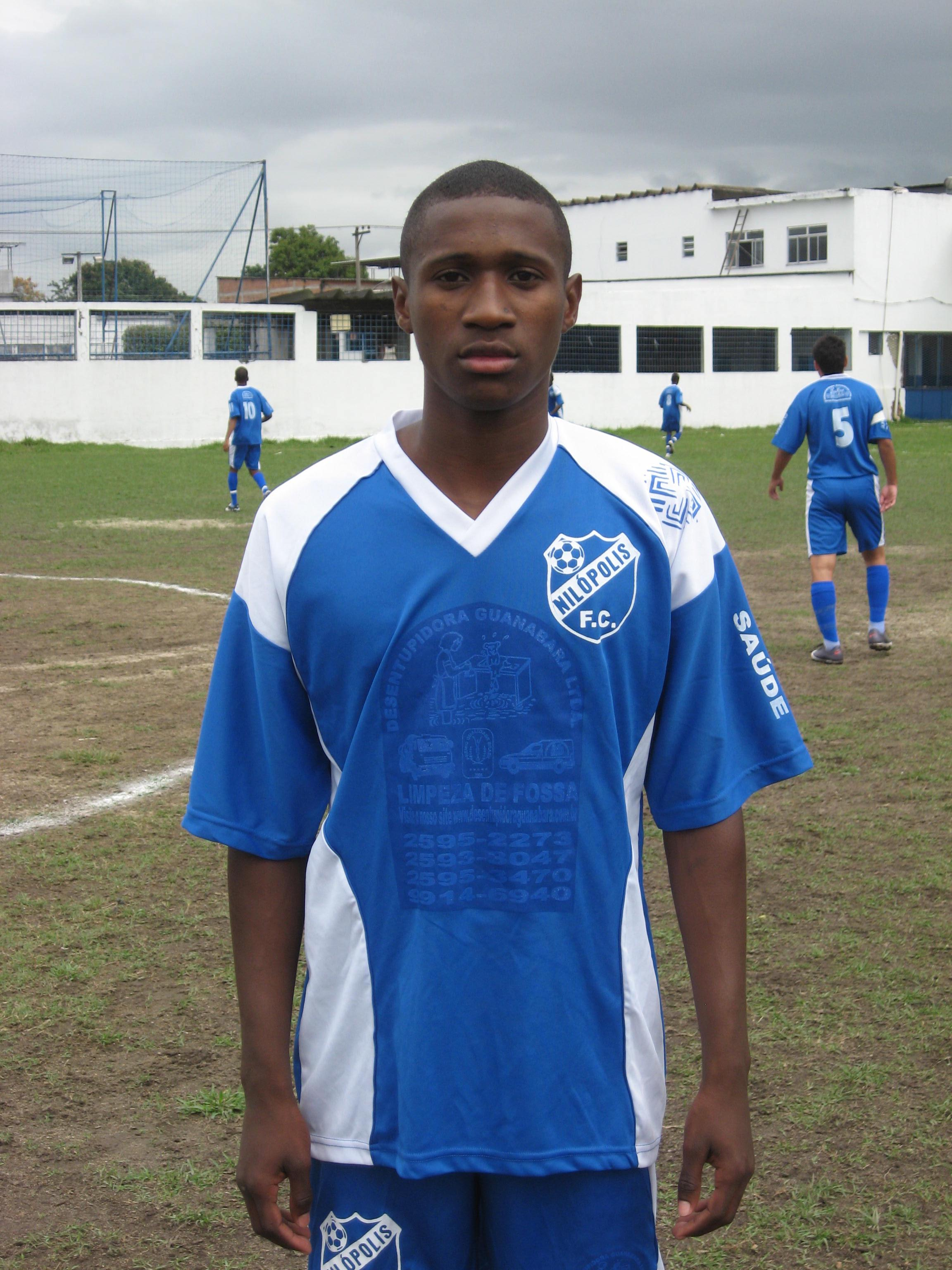
Hugo Machado, revelação do Nilópolis em 2009

Estreia no Campeonato Estadual da Terceira Divisão de Profissionais, em 1991, ficando na oitava colocação entre onze agremiações. O Esporte Clube Barreira e o Porto Real Country Club foram promovidos. Bayer Esporte Clube, Everest Atlético Clube, Opção Futebol Clube, Grêmio Olímpico Mangaratiba e Portela Atlético Clube foram os outros colocados à frente da equipe nilopolitana. Bela Vista Futebol Clube e Associação Atlética Colúmbia ficaram nas últimas colocações.
Em 1992, disputa novamente a mesma divisão. Nessa ocasião, perde quinze pontos pela utilização de jogadores em condição irregular, ficando na última posição na classificação geral. Esporte Clube Anchieta e São Paulo Futebol Clube são promovidos. Itapeba Atlético Clube, Grêmio Esportivo Km 49, Everest Atlético Clube, Bela Vista Futebol Clube, Sport Club União e Associação Atlética Colúmbia são os outros colocados.
Em 1993, termina em décimo no primeiro turno, e em nono no segundo, não conseguindo a classificação para a fase final. Atlético Clube Apollo e Esporte Clube Lucas são os clubes contemplados com o acesso.
Em 1994, passa a integrar a Segunda Divisão, juntamente com os times do mesmo módulo, uma vez que a verdadeira Segunda Divisão virara Intermediária. O Nilópolis fica em nono na sua chave na fase inicial, não conseguindo a classificação para a fase seguinte. O Heliópolis Atlético Clube ficou na liderança dessa fase seguido de Everest Atlético Clube, Associação Atlética Colúmbia, Esporte Clube Lucas, Barra da Tijuca Futebol Clube, União Esportiva Coelho da Rocha, Céres Futebol Clube, Colégio Futebol Clube e Esporte Clube Nova Cidade. Os promovidos foram Nova Iguaçu Futebol Clube e Goytacaz Futebol Clube.
Em 1995, disputa a Terceira Divisão, na prática a Quarta, ficando em segundo lugar no primeiro turno, atrás do Belford Roxo Futebol Clube. No segundo turno, é penúltimo colocado, à frente apenas do União Central Futebol Clube, ficando eliminado da segunda fase. Tio Sam Esporte Clube e Belford Roxo Futebol Clube foram os promovidos.
Em 1996, se licencia dos campeonatos profissionais promovidos pela FFERJ. Advém um longo período de licenciamento que perdura até 2004.
Em 2004, é o penúltimo em seu grupo. Acaba eliminado da fase seguinte do campeonato.
Em 2005, na Terceira Divisão, fica em último na sua chave e é eliminado da competição na primeira fase. Após essa competição, licencia-se novamente das competições de âmbito profissional.
Volta em 2009 para a disputa do Campeonato Estadual da Terceira Divisão de Profissionais. Suas cores são branco e azul. Normalmente utiliza o estádio José Alvarenga, do Heliópolis Atlético Clube, para o mando de seus jogos.

## Estatísticas

### Participações
| Competição          | Temporadas | Melhor campanha     | Estreia | Última | P | R |
| ------------------- | ---------- | ------------------- | ------- | ------ | - | - |
| Série B2 do Carioca | 10         | 8º colocado (1991 ) | 1991    | 2015   | – | – |